# Егин, Владислав Игоревич
Владислав Игоревич Е́гин (13 апреля 1989, Москва — 11 мая 2021) — российский хоккеист, защитник.

## Карьера
Начал заниматься хоккеем в школе «Крыльев Советов», затем перебрался в систему московского «Спартака», выступал на позиции защитника. За восьмилетнюю карьеру играл, после «Спартака», в разных клубах:
«Рязань», «Молот-Прикамье» (Пермь), «Ермак» (Ангарск), «Донбасс» (Донецк), «Рубин» (Тюмень). В КХЛ провёл 45 матчей в составе «Автомобилиста» в 2013—2015 годах. Завершил профессиональную карьеру в 26 лет, сыграв в сезоне 2014/15 за «Липецк» (ВХЛ).
Умер на 32 году жизни 11 мая 2021 года. Причина смерти спортсмена — осложнения, вызванные коронавирусной инфекцией.